# Distretto di İhsangazi
Il distretto di İhsangazi (in turco İhsangazi ilçesi) è uno dei distretti della provincia di Kastamonu, in Turchia.